# Casa a la plaça Barcelona, 3 (Sant Cugat del Vallès)
La Casa a la plaça Barcelona, 3 és una obra de Sant Cugat del Vallès (Vallès Occidental) protegida com a Bé Cultural d'Interès Local.

## Descripció
Aquesta casa de cos segueix el mateix esquema de la resta de cases de la plaça Barcelona. Consta de planta i pis. La façana és asimètrica a la planta baixa hi ha una finestra i la porta. A sobre d'aquesta hi ha el balcó amb barana de ferro. Presenta una banda pintada que separa els dos nivells.